# Romy Logsch
Romy Logsch (née le 5 février 1982 à Riesa) est une bobeuse allemande. Elle est active de 2006 à 2012.
Elle remporte trois titres de championne du monde en 2007 et 2008 (avec Sandra Kiriasis) et 2011 (avec Cathleen Martini).
Aux Jeux olympiques d'hiver de 2010, elle ne termine pas le bob à deux.

## Palmarès

### Championnats du monde de bobsleigh
- Championnats du monde de 2007 à Saint-Moritz
  -  Médaille d'or en bob à deux.
- Championnats du monde de 2008 à Altenberg
  -  Médaille d'or en bob à deux.
- Championnats du monde de 2011 à Königssee
  -  Médaille d'or en bob à deux.

### Coupe du monde
- 18 podiums  : 
  - en bob à 2 : 11 victoires, 4 deuxièmes places et 3 troisièmes places.

#### Détails des victoires en Coupe du monde
| Édition   | Bob à 2                                                 |
| 2006-2007 | Cortina d'Ampezzo Winterberg                            |
| 2007-2008 | Park City Lake Placid Cortina d'Ampezzo Saint-Moritz    |
| 2009-2010 | Park City Lake Placid Winterberg Königssee Saint-Moritz |